# Edith Wilson (chanteuse)
Pour les articles homonymes, voir Edith Wilson et Wilson.
Edith Wilson, née Edith Goodall, le 2 septembre 1896 à Louisville et morte le 30 mars 1981 à Chicago, est une chanteuse de blues « classique » et artiste de music-hall américaine,.

## Biographie
Edith Goodall est née à Louisville, dans le Kentucky. Sa première expérience professionnelle a lieu en 1919 au Park Theatre de Louisville. La chanteuse Lena Wilson (en) et son frère, Danny, jouent à Louisville ; Edith épouse Danny et rejoint leur groupe. Danny, un pianiste formé dans un conservatoire de Charleston, en Caroline du Sud, encourage Lena et Edith à chanter non seulement du blues, mais également d'autres formes de chansons. Le trio se produit sur la côte est en 1920-1921.
Edith se fait connaître en 1921 lorsqu'elle remplace Mamie Smith dans la revue musicale Put And Take de Perry Bradford. Wilson signe avec Columbia, qui l'enregistre en 1921 avec le Jazz Hounds de Johnny Dunn (en), arrangement de Bradford.Elle enregistre 17 chansons avec Dunn en 1921 et 1922.
Elle demeure chanteuse de music-hall et travaille pendant des années sur la scène de New York. Elle fait également plusieurs voyages en Angleterre et en France, où elle est bien accueillie.
En 1922, Elle passe au Plantation Club, Lew Leslie (en), un producteur blanc, fait du simple spectacle de boîte de nuit un véritable show de Broadway, Plantation Revue qui commence au 48th Street Theatre, le 22 juillet. L’imprésario anglais Charles B. Cochran (en) emmène la compagnie Plantation à Londres et ils apparaissent au London Pavilion au printemps 1923 dans un spectacle qu’il produit et rebaptise Dover Street to Dixie, avec un casting local d'artistes tous blancs dans la première moitié et Florence Mills avec le casting de Plantation d'artistes tous noirs dans la seconde moitié. De retour à New York, elle apparaît avec Florence Mills dans la revue musicale Dixie To Broadway.
En 1924, elle travaille avec Fletcher Henderson à New York, où elle doit chanter avec Coleman Hawkins, mais Hawkins refuse de jouer parce qu'il veut une compensation supplémentaire. Elle est restée une artiste populaire de Columbia jusqu'en 1925.

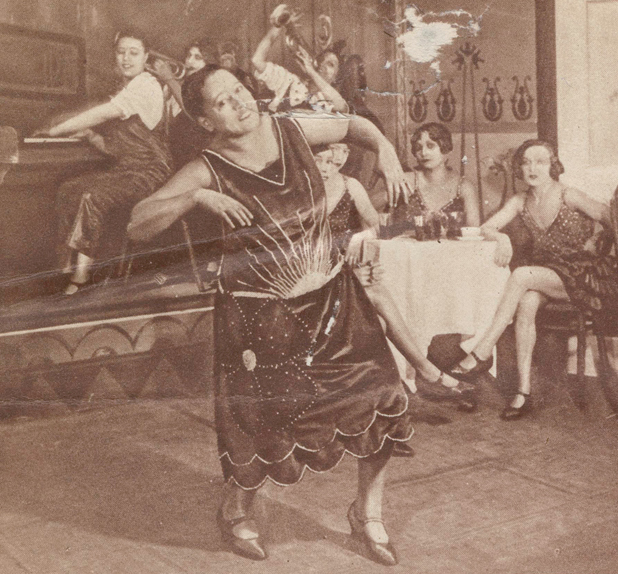
Edith Wilson interprète la Black Bottom Dance dans la production théâtrale de Londres des "Blackbirds" de Lew Leslie, (1926)

Elle joue dans la série à succès Lew Leslie's Blackbirds, avec Florence Mills et l'orchestre Plantation. La troupe joue à Londres et engagée par Edmond Sayag, vient aussi à Paris, se produire au Théâtre des Ambassadeurs, avec Florence Nills, Clarence Robinson, Johnny Hudgins, Jones and Jones, l'orchestre Plantations avec Shrimp Jones et Johnny Dunn. Le spectacle commence en mai 1926, et fait sensation en France.
Wilson enregistre beaucoup moins que d’autres stars féminines du blues des années 1920 comme Bessie Smith. Après avoir quitté Columbia en 1925, Wilson enregistre un disque pour Brunswick Records en 1929 et quelques faces pour Victor en 1930.
Elle chante, en 1929, pour la revue The Hot Chocolates, aux côtés de Louis Armstrong et de Fats Waller, et fait des apparitions avec Bill Robinson, Duke Ellington, Alberta Hunter, Cab Calloway et Noble Sissle.
Wilson fait également un travail important en tant qu'actrice, apparaissant à la radio dans Amos and Andy et dans un film Le Port de l'angoisse en 1944. Peu de temps après la Seconde Guerre mondiale, elle devient le visage de Aunt Jemima. Elle prend sa retraite de la scène en 1963, devenant secrétaire exécutive de la Negro Actors Guild of America (en) et fait un retour sur scène en 1973 pour jouer avec Eubie Blake, Little Brother Montgomery et Terry Waldo (en). Son dernier concert a eu lieu au Newport Jazz Festival de 1980.
Wilson est décédé à Chicago en mars 1981,. Elle est inhumée au Mount Glenwood Memory Gardens à Glenwood Illinois.